# Mount St. Elias (Film)
Mount St. Elias ist ein Dokumentarfilm des österreichischen Regisseurs Gerald Salmina aus dem Jahr 2009. Der Film zeigt die abenteuerliche Expedition um Axel Naglich, Jon Johnston und Peter Ressmann im Jahre 2007, in deren Rahmen der Mount St. Elias erstmals vollständig mit Skiern abgefahren werden sollte.

## Handlung
Als Erste den Mount St. Elias zu bezwingen und auf Skiern bis hinab zur Icy Bay auf Meeresspiegelniveau zu fahren, war das erklärte Ziel der drei Extrem-Bergsteiger Axel Naglich, Jon Johnston und Peter Ressmann.
Mai 2007
Das Team zieht die Abfahrt vom Basis-Lager zur Icy Bay vor und steigt anschließend wieder auf zur Haydon Shoulder.
Der erste Versuch, den Gipfel zu erklimmen und den Berg abzufahren, scheitert aufgrund von zunehmend schlechtem Wetter. Nach der ersten Biwak-Nacht entscheidet Jon Johnston schließlich, den weiteren Aufstieg nicht mitzumachen. Auch Axel Naglich und Peter Ressmann können die Tour nicht wie geplant abschließen, und die Gruppe beginnt geschlossen den Abstieg zur Haydon Shoulder.
Dort angekommen, bleibt ihnen nur der Rückzug in eine Schneehöhle; die Zelte waren zu exponiert und mittlerweile unbrauchbar geworden. In Schichten versuchen die Männer den Eingang freizuschaufeln, um einen Luftabschluss zu verhindern. Während dieser Zeit entstehen außergewöhnlich dramatische Aufnahmen, die das Ausmaß einer solchen Situation gut verdeutlichen.
Die Gruppe kann in einem zeitlich schmalen Fenster per Flugzeug geschlossen evakuiert werden.
Jon Johnston entscheidet anschließend, das Vorhaben aufzugeben und nicht mehr weiter an dieser Expedition teilzunehmen.
August 2007
Axel Naglich und Peter Ressmann starten im August 2007 einen zweiten Versuch, das Vorhaben durchzuführen. Die Gruppe ist diesmal kleiner und besteht nur mehr aus vier Mann (Naglich, Ressmann, Kameramann Beat Kammerlander und Volker Holzner als unterstützender Bergführer). Der Aufstieg gelingt, und auch die Abfahrt kann von Naglich und Ressmann erfolgreich durchgeführt werden.
Rückblickend macht der Film immer wieder eine gescheiterte Expedition von 2002 zum Thema, in der drei amerikanische Bergsteiger, John Griber, Reid Sanders und Aaron Martin, mit Snowboard und Skiern ebenfalls den Mount St. Elias vom Gipfel abfahren wollten, Sanders und Martin dabei aber tödlich verunglückten.

## Kritiken
- kino.de berichtete positiv zur Authentizität der Filmaufnahmen.

„Spektakuläres dokumentarisches Bergdrama über drei Extremsport-Alpinisten, deren Besteigung eines Gletschermassiv in Alaska mit anschließender Skiabfahrt als Grenzerfahrung fesselt“

- film-dienst.de berichtete positiv über „atemberaubende Schauwerte“ der mit dem Helikopter eingefangenen Landschaftstotalen, sowie das beim Zuschauer erweckte Gefühl, bei den mit Helmkameras aufgenommenen Bildern hautnah dabei zu sein. Allerdings leide der Film dramaturgisch darunter, „dass die Protagonisten hier lediglich als ehrgeizige Funktionsträger eines waghalsigen Abenteuers erscheinen und letztlich austauschbar bleiben“. - film-dienst.de[4]